# Красноселькупське сільське поселення
Красносельку́пське сільське поселення (рос. Красноселькупское сельское поселение) — колишнє сільське поселення у складі Красноселькупського району Ямало-Ненецького автономного округу Тюменської області Росії.
Адміністративний центр та єдиний населений пункт — село Красноселькуп.
Населення сільського поселення становить 3907 осіб (2017; 3974 у 2010, 4014 у 2002).